# Готфрид фон Капенберг
Готфрид фон Капенберг (на немски: Gottfried von Cappenberg; * 1096/1097, Капенберг при Люнен; † 13 януари 1127, Илбенщат при Фридберг, Хесен) е вестфалски граф на Капенберг. Той е премонстрант и Светия и се чества от калолиците на 13 януари.

## Произход и управление
Той е най-възрастният син на граф Готфрид I фон Капенберг († убит в битка 1106) и съпругата му Беатрис фон Хилдрицхаузен († 1115/22), дъщеря на граф Хайнрих II фон Хилдрицхаузен и съпругата му Беатрикс фон Швайнфурт, внучка на херцог Ото III от Швабия. По баща е внук на граф Херман фон Капенберг († 1082/1091) и Герберга фон Хюнебург, и правнук на граф Херман от Вердюн († 1029). Майка му се омъжва втори път през 1106 г. за граф Хайнрих фон Ритберг († 1116). Капенбергите са роднини на Хоенщауфените.
Готфрид се жени през 1120 г. за графиня Ида фон Арнсберг (* ок. 1103; † сл. 1154), наследничка на Графство Арнсберг-Верл, единственото дете на граф Фридрих I фон Арнсберг (1075 – 1124) и съпругата му Аделхайд фон Лимбург (1090 – 1146), дъщеря на херцог Хайнрих I фон Лимбург от Долна Лотарингия. Бракът е бездетен.
Готфрид основава от замък Капенберг премонстрантския манастир Капенберг. Против волята на тъста му той и брат му Св. Ото фон Капенберг († 1171) завещават през 1122 г. собствеността си на премонстрантския орден и влизат с фамилиите си в ордена. За съпругата си Ида и за сестрите си Герберга и Беатрикс фон Капенберг той основава наблизо женски манастир.
Ида фон Арнсберг се омъжва втори път през 1129 г. за граф Готфрид фон Куик († сл. 1168).